# Immacolata Concezione (Velázquez)
Immacolata Concezione è un dipinto del pittore spagnolo Diego Velázquez realizzato circa nel 1618 e conservato alla National Gallery di Londra. Insieme, nello stesso museo, è presente anche un altro dipinto dello stesso autore, il San Giovanni Evangelista a Patmos, una delle prime opere superstiti del pittore sivigliano, compiuta a poco più di 18 anni.

## Storia
Nel 1800 Juan Agustín Ceán Bermúdez citò l'opera in esame, insieme ad un lavoro ad essa collegato, San Giovanni Evangelista scrive l'Apocalisse, di dimensioni identiche e presente nella sala capitolare del Convento del Carmen Calzado a Siviglia.
Entrambi i dipinti furono venduti nel 1809, tramite l'intermediazione del canonico López Cepero, Ambasciatore della Gran Bretagna, Bartolomeo Frère. stato È stato acquistato dal Museo nel 1974.
La critica, al Ceán in poi, è unanime nel riconoscimento della sua autografia.
Il cromatismo sembra aver subito un oscuramento generale, a causa della cera applicata in un vecchio rivestimento. Ma in ogni caso è improbabile che nel suo stato primitivo la chiarezza dell'Immacolata si avvicinasse a quella del suo maestro, Francisco Pacheco, anche tenendo conto del fatto che il tutto doveva armonizzarsi con il San Giovanni Evangelista a Patmos, con cui condivide il sistema di illuminazione intensa in primo piano e diretto da sinistra.

## Descrizione e stile
La questione della Immacolata Concezione fu oggetto di vivace dibattito a Siviglia, con un'ampia partecipazione popolare, incentrata sulla difesa della definizione dogmatica. La polemica scoppia nel 1613, quando il frate Domenicano, Domingo de Molina, priore del convento di Regina Angelorum, nega l'Immacolata Concezione dal pulpito, dicendo che Maria «è stato concepita come te e come me e come Martin Lutero».
Tra i più ferventi difensori dell'Immacolata troviamo Francisco Pacheco, supportato dai Gesuiti Luis del Alcázar e Juan de Pineda. Nel periodo più intenso della polemica i pittori ricevettero numerose commissioni, aventi ad oggetto la pittura dell'Immacolata.
Anche se Francisco Pacheco nella sua Arte della Pittura per l'Immacolata Concezione consiglia una tunica bianca e mantello blu, come apparve alla portoghese Beatrice de Silva, Velázquez usa quanto suggerito dal Pacheco stesso nei suoi vari approcci al tema (Immacolata Concezione con Miguel Cid, Cattedrale di Siviglia, Immacolata Concezione con la Trinità, Siviglia, Chiesa di San Lorenzo, ecc.). 
Il medesimo stile risulta il più diffuso a Siviglia agli inizi del XVII secolo, come si nota anche nell'Immacolata di Juan de las Roelas presso il Museo nazionale di scultura in Valladolid.
Velazquez segue gli schemi compositivi impiegati dal Pacheco anche nella sagoma in contrapposto della Vergine, la luna traslucida ai suoi piedi e l'integrazione dei simboli delle litanie lauretane nel paesaggio (nave, torre, fontana, cedro), anche a costo di perdere la verosimiglianza in misura maggiore rispetto a quella del suo maestro o padre, a cui piaceva integrare la Torre dell'Oro o Giralda nelle sue realizzazioni. 
Altri suggerimenti esposti dal Pacheco in addenda al suo trattato del 1634 (facendo tesoro delle conoscenze acquisite nel corso di un lungo periodo) sono stati rispettati da Velázquez:
Il Pacheco giustifica queste scelte artistiche - secondo le direttive del padre Luis del Alcázar - per motivi di accuratezza astronomica, vista la posizione del sole, in modo da trovarsi nel punto più adatto per illuminare la Madonna. 
Essendo la luna un corpo solido, la figura di Nostra Signora risulta come seduta all'esterno di essa. 
La luna di Velázquez è, tuttavia, più di una semplice mezzaluna, ma bensì un solido cristallino attraverso il quale si osserva il paesaggio. 
Velázquez fa a meno del serpente, simbolo e figura del diavolo, che Pacheco dice sempre di dipingere con apprensione e cautela. 
Velázquez, tuttavia, si allontana dal maestro in modo radicale nel modello prescelto per rappresentare la Vergine, raffigurata in maniera naturale senza smettere di essere, a modo suo, una fanciulla bella, pudica, modesta.
Il ritratto in esame, molto diverso dai volti idealizzati del Pacheco, ha portato a varie speculazioni sull'identità della donna ritratta, fino a spingersi alla ricerca della modella all'interno dell'ambiente familiare.